# 宮崎雅夫
宮崎 雅夫（みやざき まさお、1963年12月3日 - ）は、日本の政治家、農水官僚。全国土地改良政治連盟顧問、全国水土里ネット会長会議顧問。
参議院議員（1期）、農林水産大臣政務官、参議院農林水産委員長を歴任。

## 来歴
兵庫県神戸市北区山田町で、3人兄弟（兄・妹）の次男として生まれる。実家は兼業農家で、祖父母も同居。1979年、兵庫県立兵庫高等学校に入学。硬式テニス部のキャプテンを務める。神戸大学農学部農業工学科に入学。3年の夏休みに奈良県の近畿農政局五条吉野開拓事業所で3週間の学生実習を体験。国家公務員を目指すきっかけに。1987年、卒業。農林水産省に入省し、在ベトナム日本国大使館二等書記官、国際協力銀行開発セクター部参事役、農村振興局設計課課長補佐、熊本県農林水産部農村計画・技術管理課長、（社）地域環境資源センター集落排水部長、農村振興局設計課海外土地改良技術室長、農村振興局地域整備課長などを歴任。2017年退職。
2019年7月21日に行われた第25回参議院議員通常選挙で、自民党は比例代表に特定枠2人を含め計33人の候補者を擁立し、19議席を確保。宮崎は15番目の得票数（特定枠を含むと17番目）により、初当選した。
2021年10月6日、岸田内閣にて農林水産大臣政務官に就任した。
2024年11月11日、参議院農林水産委員長に就任した。
2025年7月20日に行われた第27回参議院議員通常選挙で、自民党は比例代表に特定枠2人を含め計31人の候補者を擁立し、12議席を確保。宮崎は127,001票を獲得したが、得票数12位（特定枠を含むと14位）で落選した。

## 主な役職
国会関係
- 参議院農林水産委員会委員長
- 参議院予算委員会理事

党関係
- 参議院自民党政策審議会副会長
- 政務調査会農林部会副部会長
- 政務調査会水産総合調査会副会長
- 女性局次長
- 環境と調和した持続可能な農業推進委員会（みどり委員会）委員長

## 政策
- 国会当選後の初登院に際して、「全国をくまなく回り、農山漁村振興に携わる方の声に耳を傾け、農家の方が希望が持てる政策が実現できるよう、地域と国政をテニスボールのようにすばやく往復しながらつなぐパイプ役として汗を流していきたい」と抱負を述べている[9]。

- 国会における初質疑において「農林水産業は国の基であり、土地改良事業による生産基盤の整備を進めて農林水産業の発展と農山漁村の振興を図ることが欠かせない」として、「土地改良、農山漁村は未来への礎」と訴えている[10]。

- 令和5年の年頭所感において、「世界では人口増大が予測されている中で、我が国にとどまらず各国が安全かつ栄養ある食料に「誰でも」「いつでも」「入手」できるよう、我が国が自国の生産能力を高めることは、世界的な責務でもある」として、「国内の農業生産に欠かせないものが「農地・水」であり、その整備を行うのが土地改良。スマート農業の推進や農村の強靭化など時代の要請にも応えながら、土地改良を前に進めていくことが重要」と述べている[11]。

### 食料安全保障
- 農林水産大臣政務官として、長引くコロナ禍やウクライナ情勢を踏まえた農林水産省内での食料安全保障の検討や肥料高騰対策の取りまとめ、特に肥料原料の一つである尿素の最大の供給先であるマレイシア政府に対する安定供給への協力要請など喫緊の課題に取り組んだ[12]。

- 女性農業者との座談会において、「田んぼには、降った雨を貯めて洪水を緩和するなどいろんな機能がある。こういったことを国民に知ってもらい、「ご飯をもう一杯」とお願いして米の消費を増やしていくことが大事」と述べている[13]。

- 第211回国会予算委員会において、食料・農業・農村基本法の見直しにも言及しつつ、「現下の情勢を踏まえた食料安全保障強化の重要性及び、食料安全保障の重要な要素である農地・水を支える土地改良事業の計画的な推進」を訴え、岸田総理から「食料安全保障の強化は緊急に取り組むべき課題。来年度中の食料・農業・農村基本法の見直しを視野。食料安全保障の観点も踏まえつつ、土地改良事業についても着実に推進していく」との答弁を得ている[14]。

- 第213回国会予算委員会において、農業生産に必要なコストを示しつつ、「農業者が農業生産を継続できる環境を整えていくためには、農産物の適正な価格形成を促進していくことが重要。また、その際には消費者の理解も得ていく必要。」と訴え、農林水産大臣より「価格形成においては、食料の持続可能な供給に要する合理的な費用が考慮されるべきであり、消費者を始めとした関係者の理解を得つつ、その具体化に向けて取組を進めていく」との答弁を得ている[15]。

### 農業の競争力強化
- 「農業競争力強化のためには効率的に農業を行うスマート農業の推進が重要であり、ほ場の大区画化などが必須となるが、このための技術的な指針を国が示すことが必要」と指摘している[16]。また、「農地整備事業は担い手への農地集積に重要な役割を果たしている」と指摘した上で、「土地改良を契機として、関連施策を横串にして高収益作物やその栽培技術・施設の導入、販路の確保等を一体的に推進していくべき」と進言している[17]。

### 土地改良
- 土地改良長期計画（2021年（令和3年）～2025年（令和7年度））の策定を受けて、「土地改良事業の確実な推進が必要」と進言し、農林水産大臣より「生産基盤の強化による農業の成長産業化、多様な人が住み続けられる農村の振興、農業・農村の強靭化という政策課題に対応した事業を計画的に実施するため、今後とも必要な予算の安定的な確保に努めるなど、十分な効果発現を図ってまいりたい」との答弁を得ている[18]
- 農林水産大臣政務官の就任にあたり「農業・農村は大きな転換期であるが、農業・農村を支える土地改良の重要性は、これまでもこれからも変わるものではなく、時代のニーズを踏まえながらしっかり進めていくことが重要」と挨拶[19] 。
- 農林水産大臣政務官として、今後の土地改良事業、圃場整備の目標について、「土地改良長期計画では、基盤整備完了後における担い手への農地集積率を約8割以上としており、基幹的農業水利施設の更新、土地改良区の運営基盤強化のための合併の推進なども併せ、必要な予算を安定的に確保し、土地改良事業の推進、土地改良区の適切な運営への支援に取り組む」と答弁している[20]。
- 食料・農業・農村基本法案の第二十九条、農業生産の基盤の整備及び保全について、「機能診断によって更新が必要な基幹的施設は計画的に更新整備ができる仕組みを国としてもしっかりと整えていく必要がある。また、施設の保全には日頃からの適切な維持管理がもちろん必要」と訴え、「事業開始手続などの制度の見直しを行って、施設の補修、更新を計画的に推進する」、「保全とは、農業的利用が可能となるよう農業水利施設等の農業生産基盤の機能を保つことであり、施設の点検や修繕、運用に係る行為である維持管理が含まれる」との答弁を得ている[21]。
- 第217回国会予算委員会において、基幹的な農業水利施設の約半数が標準耐用年数を超え、突発事故が増加していることに言及しつつ、土地改良施設の保全の推進を訴え、石破総理から「基幹的な施設は今まで農業者の申請で事業を行っていたが、農業者の方が申請しなくても国や都道府県の発意で実施する仕組みを盛り込んだ土地改良法改正法案を今国会で審議いただく」との答弁を得て、3月31日に改正土地改良法が成立した[22]。

### 防災・減災、国土強靭化
ため池特別措置法関連
- 第201回国会農林水産委員会（2020年（令和2年）3月10日）において、ため池の防災・減災対策を効果的に進めるためには、ため池サポートセンターといった技術支援機関の設置や数多いため池の対策優先度も踏まえた都道府県計画の策定など、新たな立法措置が必要」と訴えている[23]。こうした経過を経て、ため池の防災工事を集中的・計画的に推進するための法制度として「防災重点農業用ため池の防災工事等の推進に関する特別措置法」が議員立法として全会一致で成立（令和2年6月12日）した[24]。実務面で中心的な役割を担った宮崎は、神戸新聞の取材に対し、「すぐに手当てする必要があった。専門分野が生きた。取組が加速するよう支援していく」と述べている[25]。

- 第204回国会農林水産委員会（2021年（令和3年）5月18日）において、「最近の豪雨災害の頻発化も踏まえ、豪雨災害も耐震対策と同様、事業の実施手続の迅速化が必要」と訴えている[26]。こうした経過を経て、原則として事業参加者の費用負担及び同意を求めない防災事業の対象に農業用用排水施設の豪雨対策を（従来の地震対策に加えて）追加する土地改良法の一部改正が施行（2022年（令和4年）4月1日付）された[27]。

国土強靭化計画等
- 第200回国会農林水産委員会において、「災害査定の簡素化、人的な支援」を求める[28]とともに、災害復旧においては、「被災した排水機場の機能向上を行うなど再度災害防止を図ることが重要」と指摘している[29]。
- 第211回国会予算委員会において、「国土強靭化5か年加速化対策後も中長期的に取り組むことを明確に示して、安定して継続した取組を更に進めていく必要がある」と訴え[30]、岸田総理から「対策後も中長期的かつ明確な見通しのもと、継続的・安定的な取組を進めていくことが重要」との答弁[31]を得ている。
- 第213回国会予算委員会において、「国土強靭化、防災・減災対策は五か年加速化対策により効果も着実に出ているが、現行対策期限の令和七年度を待たず、昨年改正された国土強靭化基本法に基づき実施中期計画を早期に策定し、さらに進める必要がある」と訴えている[32]。
- 第217回国会予算委員会において、「土地改良施設の老朽化対策、ため池の洪水、耐震等の対策も国土強靭化実施中期計画にしっかりと位置付けをした上で、その規模は十五兆円を大幅に上回る必要がある」と訴え、石破総理より「おおむね十五兆円程度の事業規模で実施中の五か年加速化対策を上回る水準が適切であり、農業水利施設の老朽化対策についても、本年六月をめどに策定する計画に盛り込むべく検討を加速する」との答弁を得ている[33]。

### 美しい農山漁村の継承
- 「全国各地の地形条件や自然条件に応じて展開される農林水産業と、これにより創り出される美しい農山漁村の風景は世界に誇る日本の宝であるが、過疎化、少子高齢化、担い手不足、耕作放棄地の増加など様々な課題が発生している」と指摘し、「これに対応した土地改良事業などを推進し、農林水産業の成長産業化や農山漁村の活性化を図るとともに、ふるさとをしっかりと次世代に引き継いでいくことが重要」と主張している。また「全国各地の要望を国政につなぐパイプ役となって全力を尽くしていきたい」と語っている[34]。
- 第200回国会地方創生及び消費者問題に関する特別委員会において、地方移住を進めるには、「特定の地域に多様な形で継続的に地域に関わる関係人口の創出・拡大が重要」と指摘し、「子供たちに農山漁村のすばらしさを様々な体験を通じて実感してもらうことが関係人口増加の好循環を生み出す」と訴え、送り手となる学校現場での積極的な取組を求めている[35]。

### 農地や水を守り続ける体制づくり
- 第200回国会農林水産委員会において、「地域農業に必要なかんがい用水の供給を支えているのが土地改良区。土地改良区は地域農業だけではなく地域自身も支えている」と述べ、「組合員数の減少や高齢化などの課題に直面する土地改良区の体制強化が必要」と指摘し、基幹的な施設を管理する土地改良区と多面的機能支払交付金の活動組織など地域の団体との連携を深めることが対策の一つであると主張している[36]。
- 「農業農村の持つ多面的機能のうち洪水防止機能は、日本学術会議により年間約3兆5千億円もの効果があると試算。農地を田んぼダムとして機能を強化する取組や農業ダムをはじめとした農業水利施設を活用することは、農業農村を含む流域の防災・減災へ貢献している」と指摘し、森林、農地が有する多面的機能の重要性について、特に都市住民へのさらなる理解の醸成につなげる必要性を主張している[37]。

### 女性の活躍
- 「水土里ネットの職員の3割くらいは女性で大事な役割を果たされている。女性ならではの柔らかい視点でのリーダシップ、地域の多様な意見のきめ細かなすくい上げなどに期待しており、より女性が活躍しやすい環境づくりに努めていきたい」と述べている[38]。
- 女性農業者との座談会において、これからは女性や若者が農業に入りやすいように新しい技術で変わっていく必要があるとの意見に対し、「スマート農業は女性でも主役としてやっていただけるようになってくる。そういうことをしっかり見せていくことが必要」と主張している[39]。
- 「ウェルビーイングな農山漁村が男女共同参画を創造する」と題する特別講演において、「かつて社会的共通資本とし農山漁村を位置づけてきたが、その現代版がウェルビーイング」と述べ、「私たち自身がウェルビーイング（多様な選択肢の中でイキイキと生活すること）になれば農山漁村の魅力は自ずと高まる。農村漁村のためではなく、自らのために努力することで、結果として農山漁村が魅力ある地域となる」と訴えている[40]。

### 森林・林業の振興
- 第200回国会参議院農林水産委員会において、「林業の成長産業化と森林資源の適切な管理を図っていくことが重要」、「減少傾向にある林業従事者について、所得の向上や労働安全の確保も含め、これまで以上にいかに確保していくかが重要」と指摘し、「強い林業を作っていくためには、森林整備関係予算の確保が必要」と訴えている[36]。
- 第201回国会参議院農林水産委員会の森林組合法改正案の審議において、「森林組合は地域の森林経営の中心的な担い手である」、「再造林を促進していくためには山元に利益がしっかり還元されることが必要」とした上で、「森林が持つ公益的な効果の観点からも森林組合活動は重要な役割を果たしてきている」と指摘し、農林水産大臣から「山が荒れるとその下流にある農地や川、海にも影響する。山がしっかり再生産され、山元の方々にも利益が還元する形を構築する」との答弁を得ている[41]。

- 第204回国会農林水産委員会の森林の間伐等の実施の促進に関する特別措置法改正案の審議において、「我が国はパリ協定に基づいて2030年度に2013年度比26％の温室効果ガス削減目標を定め、うち2％を森林吸収源対策により確保する」、「2050年のカーボンニュートラル宣言に向けて森林吸収量の更なる増加が期待される」、「そのためには、森林経営管理制度、森林環境譲与税を活用しながら持続的な森林経営を行っていくことが必要であり、森林整備をしっかり行っていくことが大変重要」と指摘している[42]。

- 第217回国会参議院予算委員会において、「人工林が本格的な利用期を迎える中、切って、使って、植えて、育てる循環型林業の実現が重要。花粉症対策として発生源の対策も進められている。そのためには人の問題、高性能林業機械の更新、国産材の活用などの課題がある」と訴え、石破総理から、「オーストリアでは、あちこちにＣＬＴ（直交集成材）の建物がある。中高層の建物に木を使う、都市に森をつくるという考え方はＣＯ２削減の意味でも極めて大事であり、コスト削減、人材集積、利用増大など可能性は無限に広がると思っている」との答弁を得ている[43]。

### 水産業の振興
- 第200回国会農林水産委員会において、「漁業法が改正され、今後、水産業の成長産業化と適切な資源管理に向けた水産改革が進められることとなるが、制度の実施に当たっては、浜の漁業者の皆さんと十分に話し合いを行って理解を得ることが大変重要」と指摘した上で、「強い水産業を作っていくためには、漁協、漁場の主要な予算の確保が必要」と訴えている[36]。

- 第211回国会農林水産委員会の漁港漁場整備法及び水産業協同組合法の一部を改正する法案の審議において、「今回の法改正により海業の更なる推進が図られ、漁村の活性化につながることを大いに期待している」と述べた上で、「都道府県との連携の重要性」を指摘し、水産庁から「都道府県の担当部局との密な連携体制を構築し、説明会やシンポジウムなどの機会を活用するなど、漁業関係団体のみならず、都道府県に海業の推進策への理解を深めてもらえるよう努める」との答弁を得ている[44]。

- 日刊水産経済産業新聞（令和6年5月2日）のインタビューにおいて、「水産業で重要な政策課題は、海洋環境の変化に伴う生産量低下と獲れる魚種の変化であり、資源管理は大きなテーマ」、「能登半島地震への支援は、長期戦を覚悟しなければいけない一方、スピード感をもって対応を進め、被災者の方々の「戻りたい」という気持に応えていかなければならない」、「漁村の活性化や水産関係者と消費者の距離感を縮めるため「海業」の振興が重要」、「水産日本の復活につながる展開として、「スマート水産業」の取組がカギ」との意見を述べている[45]。

- 「思わず食べたい私の推しメシ」として、故郷神戸の「釘煮」（イカナゴの稚魚を甘辛く炊く佃煮のようなもの）を紹介し、「母親が釘煮を作っている姿とご飯が進むおいしい匂いは今でも記憶に残っており、故郷の懐かしい食べ物が継続して楽しめるよう水産関係の皆さんからしっかりとお話を伺いながら故郷の食文化を守っていきたい」と述べている[46]。

- 日刊水産経済産業新聞（令和7年1月6日）の新春座談会において、「漁港施設は漁業を支える重要なインフラであり、防災・減災国土強靭化の実施計画の早期策定と実施に向け努力する」、「成長産業化に向けて漁港の大型化への対応や衛生管理対策の充実なども推進をしなければならない」と訴えている[47]。

### GX（グリーントランスフォーメーション）
- 第211回国会参議院予算委員会において、「林業、水産業は地方での基幹産業でもあり、地方の活性化には欠かすことのできないものであり、GXの実現に向けた農林水産業、特に林業、水産業の役割」について質し、総理大臣から「GXが目指す脱炭素と経済成長の両立の観点からは、農林水産業は温室効果ガスの吸収源であると同時に地域を支える産業そのものであり、重要な意義を持っている。脱炭素と地域経済を支える農林水産業の振興にしっかり取り組む」との答弁を得ている[48]。

### 国際協力
- 農林水産省勤務時代に、在ベトナム大使館（1994年～1997年）、カンボジア水資源気象省（1999年～2002年）の海外勤務で数々のODA案件に携わった経験を踏まえ、「ODAは一定期間で成果を出すことが求められているが、例えば人材育成や農業振興などは短期間で成果が出るものではなく、長い目で腰を据えて継続的に支援していく姿勢を持つべき」、「発展を遂げ、ODAを卒業した国との引き続きの関係強化のため、ODA卒業後の協力の在り方を考えていくべき」と主張している[49]。

- 第211回国会参議院決算委員会において、ODAに関して、「オファー型協力の積極的な推進やODA実施までの迅速化の努力」を求めるとともに、「ODAが我が国の企業にとってもメリットのあるものになるようにする必要がある」と進言。また、「JICAのノウハウ等も活かしてODA卒業後の二国間関係を新たなステージに発展させていくための協力が必要」、「農業協力については、中長期的な視点でどっしりと腰を据えてやっていくことが重要」と主張している[50]。

## 選挙歴
| 当落 | 選挙                     | 執行日         | 年齢 | 選挙区       | 政党       | 得票数     | 得票率 | 定数 | 得票順位 /候補者数 | 政党内比例順位 /政党当選者数 |
| ---- | ------------------------ | -------------- | ---- | ------------ | ---------- | ---------- | ------ | ---- | ------------------ | ---------------------------- |
| 当   | 第25回参議院議員通常選挙 | 2019年07月21日 | 55   | 参議院比例区 | 自由民主党 | 13万7502票 | ーー   | 50   | 17/33              | 17/19                        |
| 落   | 第27回参議院議員通常選挙 | 2025年07月20日 | 61   | 参議院比例区 | 自由民主党 | 12万7001票 | ーー   | 50   | 14/31              | 14/12                        |